# WWE Velocity
WWE Velocity, también conocido como Velocity, fue un programa de televisión de lucha libre profesional producido por la World Wrestling Entertainment que sustituyó a los programas Jakked y Metal. Se emitía una vez por semana, los sábados por la noche en Spike TV, pero Velocity fue un programa exclusivo para internet, siendo los vídeos subidos en WWE.com los sábados y se podían ver la semana siguiente. Los episodios más antiguos eran archivados. Era la contraparte de SmackDown! y era grabado antes de que se empezara a trasmitir Smackdown en el mismo recinto.

## Formato
El programa era usado para resumir lo que ocurrió en el pasado Smackdown, además de usar a los luchadores que no estaban suficientemente entrenados o no eran lo suficientemente populares para aparecer en Smackdown. En todo el programa sólo se cambió un título de manos, cuando Nunzio derrotó a Paul London, ganando el Campeonato de los Pesos Crucero de la WWE.

## De la televisión a la web
Cuando WWE RAW se fue de Spike TV y llegó a USA Network, USA Network eligió no emitir Velocity ni WWE HEAT. La WWE colgó los vídeos de Velocity en su web para ganar las audiencias en Canadá y Reino Unido. Mientras tanto, en wwe otros 
países siguió siendo un programa de televisión.

## Cancelación
Cuando la WWE trajo de nuevo la ECW y acordó que emitieran ECW en Sci-Fi en las grabaciones de Smackdown, Velocity fue cancelado, subiendo el último episodio el 10 de junio de 2006. ECW tomó su lugar en las televisiones de India, Europa, Australia y Latinoamérica.

## Cadenas de TV
- Estados Unidos

- TNN Tardes de los sábados (2002-2003)
- Spike TV Noche de los sábados 11PM-12AM (2003-2005)
- WWE.com Tardes de los sábados (2005-2006)